# Alexandre Ganoczy
Dans le nom hongrois Gánóczy Sándor, le nom de famille précède le prénom, mais cet article utilise l’ordre habituel en français Sándor Gánóczy, où le prénom précède le nom.
Alexandre Ganoczy (né Sándor Gánóczy le 13 décembre 1928 à Budapest) est un théologien et écrivain hongrois.
Il a enseigné la théologie dogmatique à l'Institut catholique de Paris, puis aux universités allemandes de Münster et de Wurtzbourg.
Il vit aujourd'hui à Paris.